# Medvědí skála
Medvědí skála (německy Bernsteinberg, 923 m n. m.) je nejvyšší hora Rudolické hornatiny a druhá nejvyšší hora Mostecka. V 18. století zde byl zastřelen poslední medvěd v Krušných horách, který dal hoře název. Často udávaná výška 924 m je výškou geodetického bodu (přesněji 923,84 m), jenž ale ční docela vysoko nad terén.
Vrchol představuje sedm metrů vysoká homole tvořená porfyrickým muskovit-biotitickým metagranitem a ortorulou, na níž lze vystoupit po kamenných schodech ze severu. V nejvyšší části stávala kamenná mohyla a na její špičce triangulační bod. Asi padesát metrů severně se tyčí skalní věž s polorozpadlým srubem (stav v roce 2004) a necelých sto metrů jižně tzv. Poslední skála, kterou využívají horolezci.
Z geomorfologického pohledu je Medvědí skála torem, který vznikl vypreparováním odolnější horniny a následným působením mrazového zvětrávání v pleistocénu. Zvětrávání se projevuje kvádrovitým rozpukáním ortoruly systémem vertikálních puklin a horizontální foliační odlučností. V jejich důsledku mají skalní útvary na Medvědí skále podobu na sebe naskládaných žokovitých balvanů. Níže ve svahu leží balvany přemístěné soliflukcí.
Z vrcholu je možný rozhled po různých místech Mostecka od Hory Svaté Kateřiny na severu přes Jeřabinu, Černý vrch, Loučnou, Stropník a Litvínov na východě, Mosteckou pánev, Bořeň, Milešovku, Zlatník, Hněvín, České středohoří na jihu a Žatecko a Doupovské hory, až po Klínovec na západě.
V roce 1863 byla Medvědí skála vybrána zeměměřiči z Rakouska a Saska za jeden z opěrných bodů při tvorbě evropské triangulační sítě. Na vrcholu stával triangulační sloup a okolo něho vystavěna trámová věž. Ta po roce 1865 sloužila jako rozhledna. Neudržovaná stavba se na počátku 20. století (pravděpodobně okolo roku 1905) zřítila. Ještě na počátku 21. století byly její zbytky patrné pod vrcholem.